# Dschaghdschagh
Der Dschaghdschagh (arabisch نهر جقجق Nahr Dschaqdschaq, DMG Nahr Ǧaqǧaq oder نهر الجغجغ, DMG Nahr al-Ǧaġǧaġ, türkisch Çağ-çağ Deresi, kurdisch Çemê Nisêbînê oder Cexcex; älterer Name Hirmas; antiker griechischer Name Mygdonios) ist ein Fluss, der in der südöstlichen Türkei entspringt, nach Syrien fließt und in den Chabur mündet.

## Quelle
Der Dschaghdschagh entsteht aus dem Zusammenfluss der zwei Quellflüsse Beyazsu (kurd:Ava Spî) und Siyahsu (kurd: Ava Reş) aus dem Kalksteingebirge des Tur 'Abdîn. Der längere Quellfluss Siyahsu entspringt beim Dorf Toptepe im Landkreis Nusaybin der türkischen Provinz Mardin. Seinen Namen (Schwarzes Wasser) erhielt er aufgrund der graue Verfärbungen durch das Gestein und sein Wasser ist nicht genießbar. 10 km weiter entfernt entspringt der Beyazsu (Weißwasser) und nachdem der Beyazsu etwa 2,5 km nach Süden geflossen ist, vereinigt er sich mit dem Siyahsu. Der vereinigte Fluss speist den Nusaybin-Damm. Der Dschaghdschagh hat eine Abflussmenge zwischen 8 und 12 m³/s.

## Verlauf
Der Dschaghdschagh fließt durch die Grenzstadt Nusaybin, wo so viel Wasser zum Bewässern der Felder entnommen wird, dass im Sommer der Pegel sehr sinkt. Nusaybin wird durch den Fluss praktisch in zwei Hälften geteilt. Fünf Brücken führen über den Fluss: Über die erste Brücke führt die Schnellstraße D400/Europastraße 90. Die zweite ist nach dem Sänger Ahmet Kaya benannt, die vierte trägt den Namen Alaman Körpüsü (Deutsche Brücke), weil hier die Bagdadbahn den Fluss überquerte. Danach passiert er die türkisch-syrische Grenze und durchfließt die Stadt Qamischli. Nachdem er Qamischli hinter sich gelassen hat, macht der Fluss einen weiten Bogen in südwestliche Richtung. Bei dem Ort Safa vollführt eine Kehrtwende und fließt nach Süden auf al-Hasaka zu. Kurz hinter der Stadt mündet er in den Chabur, der aus westlicher Richtung kommt.
Der Fluss wird als Müllkippe benutzt und ist dementsprechend in keinem guten Zustand. Daher wurde in Nusaybin ab 2000 mit Sanierungsarbeiten begonnen. Des Weiteren wurden flussnahe Häuser geräumt und Grünflächen entlang des Flusses eingerichtet.

## Flora und Fauna
Im Fluss leben eine Menge Süßwasserfische, von denen die Forelle durch Menschen gezüchtet wird. Es leben noch einige Muschelarten und Schildkröten im Dschaghdschagh, deren Bestand aber durch die Wasserverschmutzung und Bejagung durch Menschen gefährdet ist.